# Mike Garrett
Michael Lockett Garrett (Los Angeles, 12 aprile 1944) è un ex giocatore di football americano statunitense che ha giocato nel ruolo di running back nella American Football League (AFL) e nella National Football League (NFL). Al college ha giocato a football a USC con cui nel 1965 ha vinto l'Heisman Trophy, il massimo riconoscimento individuale a livello universitario.

## Carriera professionistica
Dopo essere stato scelto sia nel Draft NFL 1965 che nel Draft AFL 1965, Garrett optò per giocare nella American Football League con i Kansas City Chiefs, con cui rimase fino al 1970, quando fu scambiato coi San Diego Chargers. Fu convocato per due volte per l'All-Star Game AFL nel 1966 e 1967. Disputò anche il Super Bowl I in cui corse 17 yard e ne ricevette 28 nella sconfitta contro i Green Bay Packers. Si rifece nel 1969 quando i Chiefs batterono i Minnesota Vikings 23-7 nel Super Bowl IV, di cui fu il miglior corridore con 39 yard guadagnate e un touchdown segnato. In otto stagioni da professionista, Garrett guadagnò complessivamente 8.049 yard e segnò 49 touchdown (35 su corsa, 13 su ricezione, 1 su ritorno di punt).

## Palmarès

### Franchigia
- Campionati AFL : 2

Kansas City Chiefs: 1966, 1969
- Super Bowl : 1

Kansas City Chiefs: Super Bowl IV

### Individuale
- AFL All-Star: 2

1966, 1967
- Heisman Trophy - 1965
- College Football Hall of Fame
- Kansas City Chiefs Hall of Fame

## Statistiche
AFL+NFL
| Yard corse         | 5.481 |
| Touchdown su corsa | 35    |